# 西部之星号货轮
| 同时期木雕西部之星 | |
| 历史               | |
| 所有者             | - 科尼利厄斯·范德比尔特 (1852–1853) - 查尔斯·W·摩根（Charles W. Morgan）(海军军官） (1853–1856) - 美国邮政轮船公司 (1856–) |
| 使用者             | 美国战争部 (1861–) |
| 建造者             | 耶利米·西蒙森 |
| 下水日期           | 1852年6月17 |
| 结局               | 沉没 |
| 技术数据           | |
| 船型               | 蒸汽船 |
| 噸位               | 1,172 吨 |
| 船長               | 228.3英尺（69.6米） |
| 型宽               | 32.7英尺（10.0米） |
| 動力來源           | 明轮 |

西部之星（Star of the West）是一艘美国民用轮船，于1852年下水，1863年被邦联军队自沉。1861年1月，这艘船被美国雇佣，向萨姆特堡上的联邦驻军运送军需物资和增援部队。南卡罗来纳州莫里斯岛上的一个炮台向这艘船开火，打响了美国内战的第一枪。  
这艘船后来被南方邦联军队俘虏，然后用于多种用途，包括作为医疗船和穿越封锁线，最终于1863年在保卫维克斯堡时自沉。

## 战前
“西部之星”号是一艘重 1,172 吨的轮船，由纽约的耶利米·西蒙森 (Jeremiah Simonson) 为 科尼利厄斯·范德比尔特 建造，于 1852 年 6 月 17 日下水。 其长228.3英尺（69.6）其横梁 32.7英尺（10.0），带有木制船体 明轮 和两根桅杆。她于 1852 年 9 月 20 日开始在纽约和尼加拉瓜圣胡安之间提供服务，并于 1853 年 7 月至 1856 年 3 月继续为查尔斯·摩根提供服务。1857 年 6 月，她为阿斯平沃尔开通了从纽约到阿斯平沃尔的航班。邮政轮船公司]]直到 1859 年 9 月，才开通纽约、哈瓦那、新奥尔良航线。 1861 年 1 月，她正式隶属于美国战争部。

## 美国内战
1861 年 1 月 9 日，在南卡罗来纳宣布从美国独立几周后，但在其他州这样做并组成邦联之前，“ “西方之星”号抵达查尔斯顿港，为罗伯特·安德森少校在萨姆特堡的驻军提供补给。这艘船遭到城堡学院学员的射击，并被击中3次，成为打响美国内战的第一枪。
尽管“西部之星”号没有遭受重大损坏，但其船长约翰·麦高恩认为继续航行太危险，于是决定放弃任务转身离开港口。“西部之星”号驶向她的母港纽约港。
 随后，这艘船在纽约市以每天 1,000 美元的价格被租用，由船长 Elisha Howes 担任部队运输。 “西部之星”号驶往德克萨斯州，接载了在印第安诺拉集结的七个连的联邦军部队。 1861 年 4 月 18 日，当该船停泊在通向马塔戈达湾的卡瓦洛通道酒吧附近时，该船被上校范多恩伯爵和两名加尔维斯顿民兵成员俘获。两天后，这艘船被带到新奥尔良，在那里路易斯安那州长托马斯·奥弗顿·摩尔将其更名为CSS“圣路易斯”。菲利普”。然而，旧名称仍然存在，“西方之星”号一直充当海军基地和医院船，直到海军上将大卫·法拉格特占领新奥尔良。
仍在南部邦联控制下的“西部之星”号被派去运输价值数百万美元的黄金、白银和纸币，从而逃脱了重新捕获的命运。将货物运送到维克斯堡后，她继续前往密西西比州。当联邦少校沃森·史密斯试图率领两艘铁甲和五艘较小的船只穿过亚祖通道进入塔拉哈奇河从后方攻击维克斯堡时，南方军守军匆忙建造了彭伯顿堡，少将威廉·W·洛林在格林伍德附近的塔拉哈奇号侧舷侧击沉了“西部之星”号，以阻止联邦舰队的通过。 1863年4月12日的一场小冲突中，联邦军队伤亡惨重，被迫撤退。 战后，“西部之星”的所有者向美国政府索取了 175,000 美元的赔偿。